# Корнель Уєйський
Корнель Уєйський з Рупнева (пол. Kornel Ujejski; 12 вересня 1823, с. Берем'яни, нині Бучацький район — 19 вересня 1897, с. Павлів, нині Радехівський район) — польський поет-романтик, публіцист, громадський діяч. Його часто називають «останнім великим поетом романтизму» та найвідомішим польським поетом Східної Галичини.
Був автором релігійно-месіанської та візіонерської лірики, стилізованої під молитви та біблійні псалми. У ній висловлював ідеї, сформовані під впливом культового польського містика Анджея Товянського, — ірраціональну, глибоко закорінену в християнську етику віру в спасіння польського народу в умовах поразок чергових національних повстань і внутрішніх незгод.

## Біографія
Народився 12 вересня 1823 року в с. Берем'яни, нині Бучацький район, Тернопільська область, Україна (тоді Чортківський округ, Королівство Галичини та Володимирії, Австрійська імперія) в заможній шляхетській сім'ї. Дитинство Корнеля минуло на мальовничих берегах Стрипи та Дністра.
Навчався з 1831 року в Бучачі — у школі та гімназії при Василіянському монастирі. За деякими твердженнями, також у Крем'янці та у Бережанській гімназії.
1839 року — батьки Корнеля відмовилися від свого маєтку в Берем'янах на користь оренди маєтку села Давидів біля Львова, набутого від ордену домініканців. Згодом переїхав до Львова, де навчався у Львівському університеті; познайомився з відомими літераторами Лешком Дунін-Борковським і Вінцентом Полем, наблизився до літературного середовища Оссолінеуму.
1844 року — опублікував свої перші вірші у «Деннику паризьких мод [Архівовано 14 грудня 2014 у Wayback Machine.]», який видавав кравецький майстер Томаш Кульчицький. Цей часопис поряд із зразками моделей одягу друкував твори львівських літераторів. Того ж року разом із кузином Віктором Віснєвським виїхав до Варшави, де познайомився з тамтешніми письменниками та митцями.
1845 року — у пресі з'явився його вірш «Гусла Єремії», у якому виголошувалася програма служіння пригнобленому народу. Перейнятий патріотичними ідеями, долучився до конспіративної діяльності. Брав участь у підготовці польсько-шляхетського повстання 1846.
1845 року — Уєйські набули у власність села Любша, Виспа i Мельна (нині Рогатинський район). Поет оселився в с. Любша.
Перші поезії Уєйського були зібрані в збірці «Пісні Соломона» (1846).
У 1847–1848 роках — відвідав Брюссель і Париж. У Парижі відвідує лекції у Сорбонні та Коллеж де Франс. Зустрівся з польськими емігрантами: істориком Йоахімом Лелевелем (Брюссель), поетами Адамом Міцкевичем, Юліушем Словацьким і Юзефом Богданом Залеським, композитором Фридериком Шопеном (Париж).
Тоді ж опублікував написані давніше патріотичну поему «Марафон» і поетичний томик «Скарги Єремії» (1847), навіяний подіями 1846 року в Західній Галичині.
В лютому 1848 року брав участь у революційних подіях в Парижі. Дізнавшись про революції в Берліні та Відні, у травні повернувся до Галичини. Брав участь у листопадовому повстанні 1848 у Львові.
У Галичині випускає у світ збірки поезій «Квіти без пахощів» (рання творчість 1840–1845, надруковане 1848), «Зів'яле листя» (1849), «Біблійні мелодії» (1852), пише поеми «Похорон Костюшка», «Звістка про Адама Міцкевича».
Популярність серед читачів здобув у другій половині ХІХ ст. саме завдяки своїм патріотичним поезіям. Найвідомішою з них став хорал «З димом пожеж», написаний під враженням від невдалої спроби шляхетського повстання 1846 року, яке обернулося кривавою селянською різаниною шляхти в Західній Галичині. Згодом цей хорал став неофіційним гімном січневого повстання, проханням до Бога про ласку та волю для потерпаючого народу.
У Львові Уєйський мешкав тривалий час в будинку Бандінеллі на площі Ринок, 2, де також містилася книгарня Кароля Вільда. Після одруження Корнеля, у 1850 році, з графинею Генрикою з Коморовських, подружжя переїхало до маєтку в селі Зубра (до складу маєтку також входили села Сихів та Пасіки-Зубрицькі) під Львовом, який у 1858 році — маґістрат Львова надав Уєйському у оренду. Пізніше подружжя переїхало до іншого маєтку у селі Павлів на Червоноградщині. У 1851 році подружжя Уєйських стали фундаторами побудови в селі кам'яного хреста, в пам'ять скасування панщини у 1848 році в Галичині, який зберігся й донині.
1856—1860 роках — опублікував цикл статей «Листи з-під Львова», у якому затаврував національне ренегатство і реакційний аристократизм.

Пам'ятник Корнелю Уєйському у Львові на вул. Академічній у Львові, навпроти колишнього міського казино

Темі співчуття до простого народу присвячено твори зі збірки «Поезії» (1866) — «Завіяна хата» і «В найми».

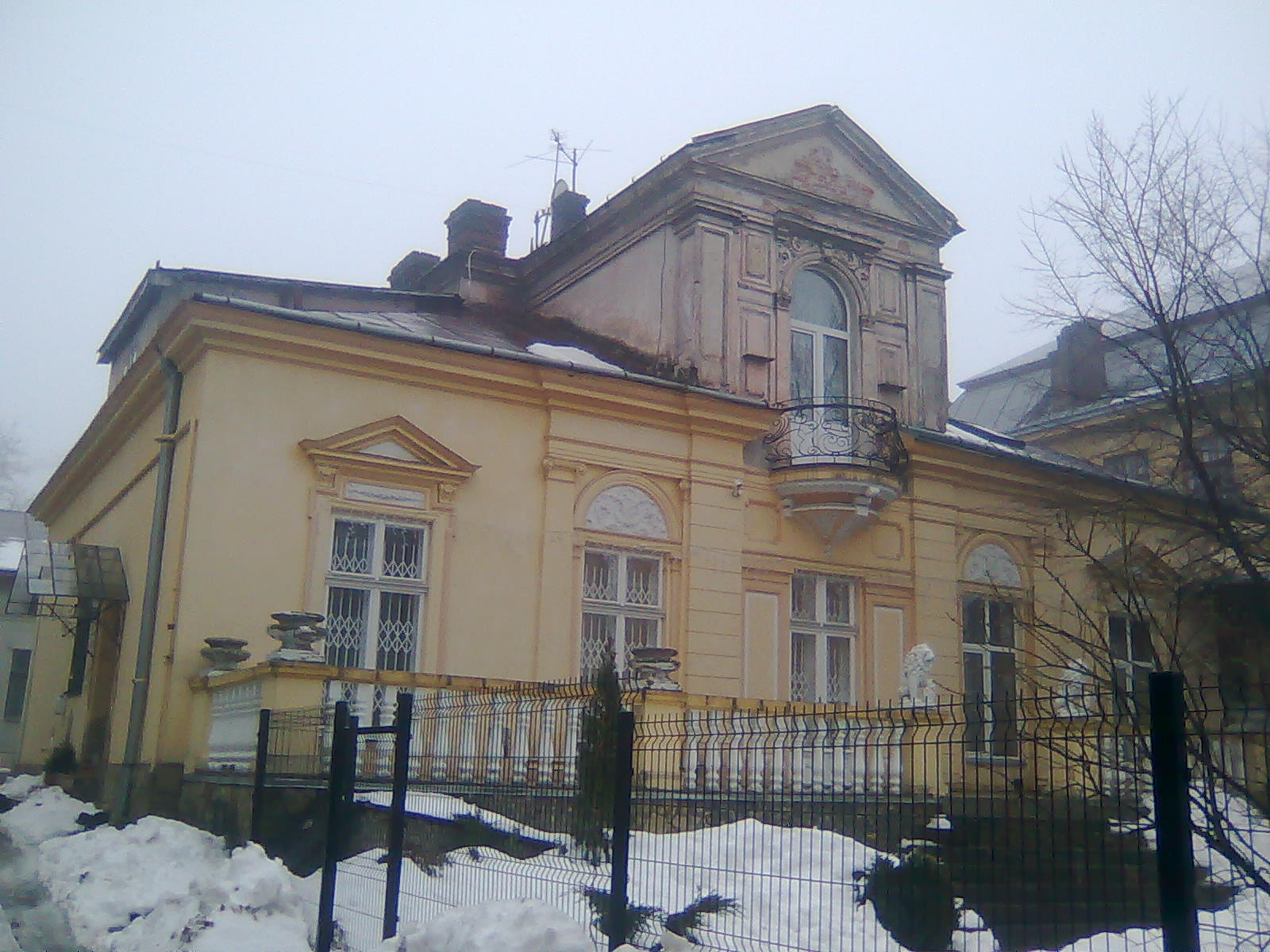
Вілла Коморовських по вул. Францисканській у Львові, де у 1866 році мешкала родина Уєйських

У Львові Уєйські, які мали двох синів — Кордіана та Романа, мешкали в малому палацику родин Коморовських та Ґостковських на вул. Францисканській (нині — вул. Короленка, 5). Цей одноповерховий палацик збудували для родини Коморовських в середині XIX століття у стилі класицизму (перебудований у 1891 році за проєктом Яна Шульца). В центрі головного фасаду височіє мансарда з півкруглим балконом, завершена трикутним фронтоном. Фасад прикрашають ліпні арабески та рослинні орнаменти над вікнами та балконом.
1858—1880 роках — Корнель Уєйський орендував маєток у с. Зубра, до якого належали також Сихів і Пасіки Зубрицькі.
Брав участь у польських патріотичних урочистостях, зокрема, виголосив патріотичну промову під час похорону Артура Ґроттґера на Личаківському цвинтарі (1868).
1868 року — за вірші з циклу «До москалів», присвячені російським офіцерам, які підтримали польське січневе повстання 1863 року, австрійська влада почала проти Уєйського судовий процес (був засуджений до 8 днів арешту та грошового штрафу).
1877—1878 роках — був депутатом австрійського парламенту (Райхсрату), виступав проти реакційної групи «станьчиків».
1880 року — через стан здоров'я відмовився від господарювання в маєтку Зубра і переїхав до Львова.
Від 1881 року мешкав у Томашівцях, маєтку сина Кордіана.

Останні роки поет провів у Павлові (нині — Червоноградський район, Львівська область, тоді Королівство Галичини та Володимирії, Австро-Угорська імперія), маєтку другого сина, Романа. Похований на місцевому цвинтарі — згідно із заповітом: 
|  | Хочу тут, між вами, на цьому цвинтарі спочити |

У Павлові залишилося багато пам'яток, пов'язаних із поетом:
- парк — брав участь у садінні;
- церква — збудована його коштом;
- кам'яний обеліск у пам'ять про скасування в Галичині панщини, споруджений його коштом у 1851 році.

## Творча спадщина

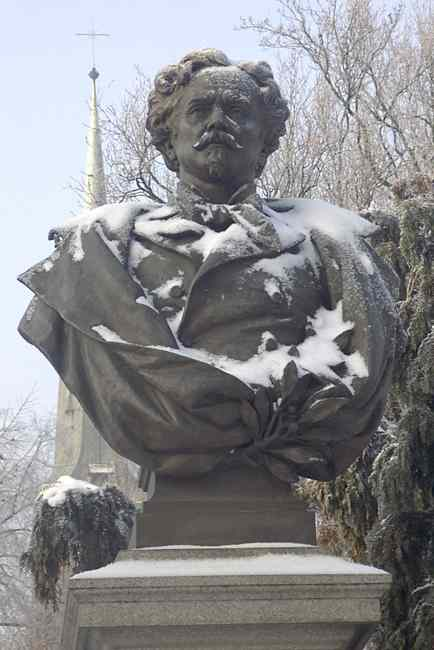
Пам'ятник Корнелю Уєйському, на новому місці, у Щеціні

Автор поетичних збірок: «Маратон» (1844), «Скарги Єремії» (1846, мала сильний вплив на польське суспільство), «Квіти без пахощів» (1848), «Зів'яле листя» (1849), «Біблійні мелодії» (1852), «Пояснення Шопена» (1857) та інші.
У багатьох віршах (зокрема, «Пісня про зерно», «Три струни», «Завіяна хата», «За службою») змальовував важке становище селянства, висловлював свою любов до нього, закликав українців до спільної боротьби з поляками за визволення від поневолення (вірш «Марш Польщі»):
|  | Плече в плече, ти, Ляше, ти, Русине сердечний – у бій! |

Повні зібрання творів видані у Санкт-Петербурзі (1857) та Лецпцизі (1866).

## Вшанування пам'яті

### Вулиці, площі
У Львові від 1893 року існувала вулиця Корнеля Уєйського, яку у 1946 році перейменовано на честь українського письменника та громадського діяча Миколи Устияновича.

### Пам'ятки монументального мистецтва

Пам'ятник Корнелю Уєйському, на новому місці, у Щеціні на площі Перемоги

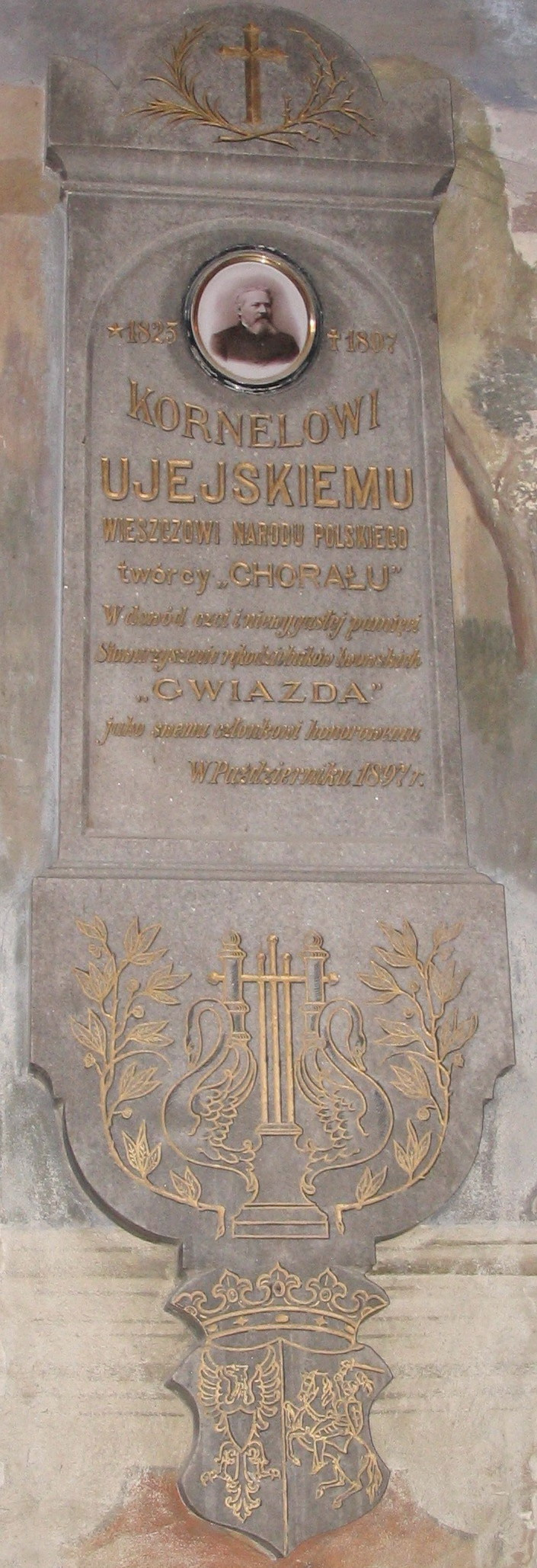
Пам'ятна таблиця на честь Уєйського у костелі Бернардинів у Львові

На початку жовтня 1897 року Львівська міська Рада одноголосно прийняла пропозицію свого члена Мархвіцького розпочати роботи над спорудженням пам'ятника Корнелю Уєйському. Тоді ж було сформовано Комітет зі спорудження пам'ятника, а його головою обрано Ґодзіміра Малаховського. 7 листопада 1897 року відбулося перше засідання, де було прийнято відозву до містян щодо збору пожертв на побудову пам'ятника, а саме прохання щодо збору пожертв було оприлюднено в пресі 3 жовтня 1898 року. 25 жовтня 1900 року львівська міська Рада вирішила встановити монумент на вулиці Академічній, навпроти міського казино (нині — проспект Шевченка 13), а 2 січня 1901 року було запрошено скульптора Антона Попеля для виконання цих робіт.
15 лютого 1901 року у Комітеті зі спорудження пам'ятника розглянули питання зовнішнього вигляду монумента. На розгляд Комітету було подано три гіпсових моделі та креслення (малюнки) майбутнього пам'ятника, один з яких прийняли за остаточний. Також було вирішено для вилиття бюста поета використати бронзу, а під постамент — світлий граніт з чорними плямами. Висота погрудя 1,2 м, а загальна всього монумента близько 4,5 м. Планувалося спорудити цей пам'ятник до вересня 1901 року.
До кінця квітня Антон Попель закінчив бюст у глині. При липленні за зразок він мав бюст поета роботи Філіппі та декілька світлин. 2 травня 1901 року у майстерні Антона Попеля Комітет зі спорудження пам'ятника схвалив модель пам'ятника до виконання бронзового відливу. До 15 листопада Антон Попель зобов'язався завершити свою роботу над пам'ятником. В середині липня 1901 року надіслав форму, зняту з моделі бюста, до фабрики Круппа у Відні, де пам'ятник відлили у бронзі. У майстерні Пер'є розпочали роботу над гранітними частинами пам'ятника, які повинні були скласти цоколь монумента. Урочисте відкриття пам'ятника було заплановано на кінець листопада 1901 року.
На засіданні від 25 вересня 1901 року Комітет зі спорудження пам'ятника створив спеціальну комісію для укладання написів на цоколі пам'ятника. 28 вересня комісія вирішила викарбувати на фронтоні монумента напис «KORNEL UJEJSKI», а зі зворотнього боку — рядки з вірша поета «Gdy umiera» («Колись конаючи»): «Narodzie mój — bądź szczęśliwy» («Народе мій — будь щасливим»), а під ним напис дрібними літерами: «K. Ujejski».
До 9 листопада 1901 року різб'ярська майстерня Пер'є закінчила роботу над цоколем пам'ятника, а 13 листопада на нього поставили бронзовий бюст поета. Урочисте відкриття пам'ятника відбулося 8 грудня 1901 року.
Пам'ятник демонтований у 1946 році. У 1950 році пам'ятник був переданий Польщі та до 1956 року знаходився у варшавському парку Вілянув разом з іншими пам'ятниками та меморіальними таблицями, вивезеними з колишніх Східних Кресів Польщі. 27 листопада 1956 р. пам'ятник був перевезений до Щеціна. Офіційне відкриття пам'ятника на новому місці відбулося, після його реставрації, 9 грудня 2006 року, тобто у 105-ту річницю відкриття цього пам'ятника у Львові. Нині Пам'ятник Корнелю Уєйському стоїть у Щеціні на площі Перемоги (пол. Plac Zwycięstwa).

### Пропам'ятні, меморіальні таблиці
У Львові збереглася пам'ятна таблиця на пошану Корнеля Уєйського, виготовлена на кошти ремісничого товариства «Зірка» (пол. «Gwiazda») та встановлена у 1901 році в костелі (нині церкві) св. Андрія.